# Eccleston (Lancashire)
Pour les articles homonymes, voir Eccleston.
Eccleston est un village et une paroisse civile du Lancashire, en Angleterre.